# Браян Стенлі Робсон
Браян Стенлі «Поп» Робсон (англ. Bryan Stanley "Pop" Robson; нар. 11 листопада 1945, Сандерленд) — англійський футболіст, що грав на позиції нападника. Також тренер.
Виступав, зокрема, за клуби «Ньюкасл Юнайтед» і «Вест Гем Юнайтед».
Володар Кубка ярмарків.

## Ігрова кар'єра
У дорослому футболі дебютував 1962 року виступами за команду клубу «Ньюкасл Юнайтед», в якій провів дев'ять сезонів, взявши участь у 206 матчах чемпіонату. Більшість часу, проведеного у складі «Ньюкасл Юнайтед», був основним гравцем атакувальної ланки команди. У складі «Ньюкасл Юнайтед» був одним з головних бомбардирів команди, маючи середню результативність на рівні 0,4 гола за гру першості. За цей час виборов титул володаря Кубка ярмарків.
1971 року перейшов до «Вест Гем Юнайтед», де відразу став основним нападником. Протягом двох з трьох сезонів у команді ставав її найрезультативнішим гравцем. У сезоні 1972/73 також став найкращим бомбардиром англійської футбольної першості.
Згодом з 1974 по 1984 рік грав у складі команд клубів «Сандерленд», «Вест Гем Юнайтед»«Карлайл Юнайтед», «Челсі» та «Карлайл Юнайтед».
Завершив професійну ігрову кар'єру у клубі «Карлайл Юнайтед», до команди якого повторно приєднався 1984 року, захищав її кольори до припинення виступів на професійному рівні у 1985.

## Кар'єра тренера
Розпочав тренерську кар'єру, ще продовжуючи грати на полі, 1984 року, очоливши тренерський штаб клубу «Сандерленд». 1985 року також був граючим тренером «Карлайл Юнайтед».
Надалі працював у низці англійських футбольних клубів на посадах тренера молодіжних команд і скаута.

## Титули та досягнення
- Володар Кубка ярмарків (1):

«Ньюкасл Юнайтед»:  1968–1969
- Найкращий бомбардир чемпіонату Англії (1):

1972-73